# Stimmverzeichnis
In einem Stimmverzeichnis (amtlich in Deutschland: Wählerverzeichnis; in Österreich: Wählerevidenz; in der Schweiz: Stimmregister) sind alle Personen eingetragen, die zur Stimmabgabe bei einer Wahl oder Abstimmung berechtigt sind, also das aktive Stimmrecht besitzen. Es ist die Grundlage für die ordnungsgemäße Durchführung einer Wahl oder Abstimmung und dient der Kontrolle, welche Personen stimmberechtigt sind und hilft mehrfache oder unberechtigte Stimmabgaben zu verhüten. Stimmverzeichnisse werden sowohl in Gebietskörperschaften eingesetzt, als auch in Organisationen wie Betrieben, Gewerkschaften, Parteien oder Vereinen.
Auf Grundlage des Stimmverzeichnisses wird für eine konkrete Wahl oder Abstimmung eine Stimmliste mit den Namen aller diesmal Stimmberechtigten erstellt, und am Tag der Stimmabgabe zur Kontrolle genutzt. Die Stimmliste ist nicht zu verwechseln mit der Wahlliste, auf der diejenigen Personen verzeichnet sind, die sich gemeinsam auf einer Liste zur Wahl stellen (passives Wahlrecht).

## Grundsätzliches
Die Erstellung, Pflege und Aktualisierung von Stimmverzeichnissen gehört zu den schwierigsten Aufgaben bei der Organisation von demokratischen Wahlen und Abstimmungen. Einerseits sollen alle Stimmberechtigten teilnehmen können, andererseits müssen Dopplungen oder Karteileichen zur Verhinderung von Betrug unbedingt vermieden werden. Gerade für ärmere Staaten mit einem unzureichendem öffentlichen Dienst und nach bewaffneten Konflikten kann dies zu sehr großen Herausforderungen führen, die im schlimmsten Fall die praktische Durchführung von Wahlen oder Abstimmungen verunmöglichen.
Stimmverzeichnisse werden entweder fortlaufend gepflegt oder erst im Vorfeld einer Wahl und Abstimmung durch die Leitung erstellt. Die Prüfung der Stimmberechtigung und Eintragung einer Person im Stimmverzeichnis wird „Registrierung“ genannt. Bei einem fortlaufend gepflegtem Stimmverzeichnis erfolgt die Eintragung automatisch durch die zuständigen Behörden (so üblich in Deutschland, Österreich, der Schweiz, Luxemburg und Liechtenstein). Stimmverzeichnisse die anlassbezogen erstellt werden, erfordern in aller Regel eine aktive Registrierung durch die Teilnahmewilligen selbst (so beispielsweise üblich in den USA oder im Vereinigten Königreich). Außer in wenigen Ausnahmefällen gilt: Personen, die nicht im Stimmverzeichnis registriert sind, auch nicht auf den Stimmlisten auftauchen und daher in aller Regel am Tag der Wahl oder Abstimmung keine Stimme abgeben können.
Es ist anerkannter internationaler Standard, dass die konkreten Stimmlisten mehrere Wochen vor der Stimmabgabe öffentlich ausgehängt werden, sodass alle Interessierten die Korrektheit der Angaben überprüfen konnten. Aus Gründen des Datenschutzes wird in einigen Staaten (beispielsweise Deutschland) mehr und mehr dazu übergegangen, nur noch gezielte Abfragen zu einzelnen Personen (beispielsweise zu einem selbst) zuzulassen. Die Meldung von fehlerhaften oder fehlenden Einträgen auf den vorläufigen Stimmlisten muss innerhalb einer bestimmten Frist (meist einige Wochen) erfolgen. Nach Ablauf der Einwendungsfrist werden die Stimmlisten „geschlossen“, das heißt, es dürfen keine Änderungen mehr vorgenommen werden. Die Schließung der Stimmlisten erfolgt in Gebietskörperschaften aufgrund der hohen Zahl an Stimmberechtigten aus organisatorischen Gründen in aller Regel bereits einige Wochen vor dem Tag der Wahl oder Abstimmung.
Bei Wahlen in Gebietskörperschaften findet die Stimmabgabe in aller Regel verteilt über verschiedene Wahl-/Stimmlokale oder auch Wahl-/Stimmräume statt, wobei jede stimmberechtigte Person einem bestimmten Ort der Stimmabgabe zugewiesen ist. Die Helferinnen und Helfer in einem Lokal verfügen lediglich über einen Auszug aus der Stimmliste, auf dem die ihnen zugewiesenen Stimmberechtigten verzeichnet sind. Personen, die ihre Stimme abgegeben haben, werden auf der Stimmliste entsprechend markiert. So stellt die Stimmliste sicher, dass keine unberechtigten Personen teilnehmen oder mehrfach abstimmen. Die Stimmabgabe in einem anderen Lokal ist daher nur nach vorheriger Beantragung zu einem festgesetzten Stichtag möglich.
Bei Wahlen oder Abstimmungen in Organisationen wird die Stimmliste in der Regel anhand von Mitgliederverzeichnissen erstellt. Aus Datenschutzgründen werden diese Stimmlisten üblicherweise nicht (mitglieder-)öffentlich gemacht.

## Die Situation in den deutschsprachigen Ländern

### Deutschland
In Deutschland wird das Wählerverzeichnis auf Grundlage der bei den Gemeinden hinterlegten Melderegisterangaben automatisch erstellt. Die Fristen und Stichtage sind in der jeweiligen Wahlordnung festgelegt (beispielsweise § 16 Bundeswahlordnung, § 15 Europawahlordnung). Für Bundestagswahlen wurde der Stichtag 2017 vom 35. auf den 42. Tag vor der Wahl verlegt. Von Amts wegen wird ins Wählerverzeichnis eingetragen, wer am Tag der Wahl oder Abstimmung stimmberechtigt ist und in der Gemeinde mit Hauptwohnung gemeldet ist. Die Stimmberechtigten können in einer bestimmten Frist, üblicherweise an den Werktagen vom 20. bis zum 16. Tag vor der Wahl, das Wählerverzeichnis einsehen. Die Einsicht in andere Daten als die zur eigenen Person ist aber nur möglich, wenn mögliche Fehler im Wählerverzeichnis glaubhaft gemacht werden.
Nur Personen, die im Wählerverzeichnis eingetragen sind oder einen Wahlschein haben, können ihr Stimmrecht ausüben. Von Ausnahmefällen abgesehen, können wiederum nur ins Wählerverzeichnis eingetragene Personen einen Wahlschein erhalten. Bei Stimmberechtigten, denen ein Wahlschein ausgestellt wurde (normalerweise für die Briefwahl oder -abstimmung), wird ein Sperrvermerk ins Wählerverzeichnis eingetragen.
Wer nach dem Stichtag für die Erstellung des Wählerverzeichnisses in eine andere Gemeinde des Wahlgebietes umzieht, bleibt grundsätzlich im Wählerverzeichnis der Fortzugsgemeinde und wird nur auf Antrag ins Wählerverzeichnis der Zuzugsgemeinde aufgenommen. Wohnungslose und (sofern stimmberechtigt) Auslandsdeutsche werden nur auf rechtzeitigen Antrag ins Wählerverzeichnis eingetragen.

#### Probleme für Auslandsdeutsche mit dem Wählerverzeichnis
Aufgrund der sehr kurzen Eintragungsfristen in das Wählerverzeichnis bei der vorgezogenen Bundestagswahl 2025, in Verbindung mit dem Fehlen jeglicher digitalen Registrierungsmöglichkeit, war vielen Auslandsdeutschen eine Stimmabgabe faktisch nicht möglich. Aufgrund dessen legten bis zum Ende der Frist am 23. April 2025 etwa 900 Personen einen Wahleinspruch ein. In einem ersten Schritt werden die Wahleinsprüche vom Wahlprüfungsausschuss des Deutschen Bundestages geprüft. Allerdings gibt es hierfür in Deutschland keine festgesetzten Fristen, eine Praxis die vom Office for Democratic Institutions and Human Rights (ODIHR) ausdrücklich kritisiert wird. So sind die Wahleinsprüche bislang (Juli 2025) noch nicht behandelt worden. Sollten sie abgewiesen werden, kann in einem nächsten Schritt binnen zwei Monaten nach Ablehnung beim Bundesverfassungsgericht eine Wahlprüfungsbeschwerde eingereicht werden.

### Österreich
Als Wählerevidenz wird in Österreich das Register bezeichnet, in der alle zur Teilnahme an Wahlen und Abstimmungen Berechtigten eingetragen sind. Sie wird üblicherweise in jeder Gemeinde auf der Grundlage des Melderegisters laufend geführt. Die Wählerevidenz ist nach den einzelnen Wahlsprengeln der Gemeinde aufgeteilt. Eingetragen ist jede stimmberechtigte Person mit einer laufenden Nummer und ihrem Vor- und Zunamen, allfälligen zum Namen gehörenden Titeln, der Adresse und dem Geburtsjahr.
Gegebenenfalls kann eine Person in mehreren Gemeinden in die Wählerevidenz eingetragen sein. Für Bundeswahlen und -abstimmungen, also der Wahl zur Bundespräsidentin oder dem -präsidenten, der Nationalratswahl oder einer Volksabstimmung, Volksbegehren oder Volksbefragung kann man nur in einer eingetragen sein. Für Landtagswahlen oder direktdemokratische Verfahren auf Landesebene kann man pro Bundesland eingetragen sein. Bei Gemeinderatswahlen ist es je nach Wahlordnung der jeweiligen Gemeinde auch möglich, in mehreren Gemeinden zu wählen.
Für die Aufnahme in die Wählerevidenz maßgebend ist im Regelfall der Hauptwohnsitz. Das ist der Wohnsitz, wo man sich hauptsächlich aufhält oder wie es im Gesetz heißt, wo man den Lebensmittelpunkt hat. Eine Ausnahme davon bildet das Stimmrecht für Auslandsösterreicher. Diese werden in ihrer Heimatgemeinde über Antrag nach einem Feststellungsverfahren einem Wahlsprengel zugeordnet. Hat jemand mehrere ordentliche Wohnsitze, so kann es strittig sein, ob eine Person stimmberechtigt ist. Die Entscheidung hierüber fällt die Wahlbehörde.
Ungefähr zwei Monate vor einer Wahl oder Abstimmung, wird aus der Wählerevidenz die konkrete Stimmliste erstellt. Innerhalb einer etwa zweiwöchigen Frist, ungefähr einen Monat vor der Wahl oder Abstimmung, findet das „Reklamationsverfahren“ statt. In dieser Zeit kann die Stimmliste eingesehen und gegebenenfalls eine Eintragung, Berichtigung oder Streichung beantragt werden. Die Entscheidung darüber liegt bei der Wahlbehörde. Nach ihre abschließenden Entscheidung stellt die Wahlbehörde der Gemeinde eine Wahlkarte für alle Stimmberechtigten aus.
Aber nicht nur für die Durchführung von Wahlen ist die Wählerevidenz notwendig. Sie bildet auch die Grundlage zur Auswahl von Schöffinnen und Schöffen beziehungsweise Geschworenen für Gerichtsverfahren vor Schöffengerichten oder Geschworenengerichten.

### Schweiz
In der Schweiz erfolgt die Eintragung in das Stimmregister automatisch. Die Stimmverzeichnisse werden durch die Gemeinden geführt. Auslandsschweizer müssen sich aktiv in das Stimmregister ihrer letzten Wohn- oder Heimatgemeinde eintragen lassen.

## Die Situation in weiteren Ländern
Mit der Ausnahme des Vereinigten Königreichs, der Republik Irland und der Republik Zypern werden in allen europäischen Staaten die Stimmverzeichnisse von den Behörden automatisch geführt. Allenfalls im Ausland lebende Stimmberechtigte müssen sich aktiv um eine Registrierung bemühen. In Albanien gilt die kuriose Regelung, dass Personen mit dem Erreichen des 100. Lebensjahres automatisch aus den Stimmverzeichnissen gestrichen werden. Wenn diese trotzdem von ihrem Stimmrecht Gebrauch machen möchten, müssen sie sich neu registrieren lassen. Weltweit einmalig ist Lettland, dass über gar kein Stimmverzeichnis verfügt, sodass zur Stimmabgabe lediglich ein gültiges Ausweisdokument vorgezeigt werden muss. In einigen wenigen Staaten, beispielsweise Samoa, besteht eine Registrierungspflicht (jedoch keine Wahlpflicht).
In denjenigen Staaten, die Stimmverzeichnisse nicht automatisch von den Behörden führen lassen, sondern eine aktive Registrierung durch die Stimmberechtigten erfordern, fällt die Beteiligung an Wahlen und Abstimmungen häufig niedriger aus. In einigen dieser Staaten, beispielsweise in Indien, ist zudem zu beobachten, dass sich Frauen aufgrund von geschlechtsspezifischer Diskriminierung überproportional seltener registrieren, was zu einer entsprechenden Repräsentationslücke führt.
In Russland und Belarus ist es zulässig, sich noch am Tag der Stimmabgabe im Wahllokal zu registrieren. Es wird vermutet, dass diese internationalen Standards widersprechende Praxis in den beiden Wahlautokratien genutzt wird, um eine möglichst hohe Beteiligung zur Legitimation des politischen Systems zu erreichen.